# Ángela García Codoñer
Ángela García Codoñer  (Valencia, 1944) es una arquitecta, profesora de universidad y pintora española. Ha compaginado su carrera docente  con su actividad pictórica.

## Trayectoria
García Codoñer se doctoró en la Universidad Politécnica de Valencia con una tesis sobre las estructuras cromáticas en el paisaje urbano del Cabañal. El estudio del cromatismo en la arquitectura ha seguido presente durante su carrera.
Ha impartido clases en la Escuela Técnica Superior de Arquitectura en las asignaturas de Análisis de Formas Arquitectónicas y Análisis Gráfico y cromático del patrimonio arquitectónico. Ha dirigido el Grupo de Investigación de Color en el Patrimonio, inscrito en el Instituto Universitario de Restauración del Patrimonio.
Este grupo ha investigado y elaborado la carta de color de los cinco barrios del Centro Histórico de Valencia y también ha estudiado sobre el color en los centros históricos de la Comunidad Valenciana y la Región de Murcia, tales como Onteniente, Cartagena, Burriana o San Mateo.
Ha dirigido diversos proyectos de investigación a nivel nacional e internacional sobre la recuperación del color en la arquitectura patrimonial.
Galería Punto dedicó una serie a la revisión de la historia del arte contemporáneo, donde la exposición POP FEMINISTA a cargo der Isabel Tejeda, reunió algunas de sus  obras realizadas por la pintora  durante la década de los años 70. Tres series, Morfologías, Misses y Labores, que han cobrado una especial visibilidad con la participación de la artista en las presentes exposiciones "The World Goes Pop Archivado el 4 de diciembre de 2017 en Wayback Machine." de la Tate Modern de Londres y en la de "Colectivos Artísticos en Valencia bajo el Franquismo" del IVAM.

### Pintura
García Codoñer realizó estudios de bellas artes en San Carlos. Ha compartido la labor docente e investigadora con la pintura. Destaca su exposición en las Atarazanas Veinte años de Pintura. Tiene varias publicaciones de su obra plástica. Es directora del Fondo de Patrimonio Artístico de la UPV.
Su pintura se desarrolló en paralelo con los grupos neofigurativos Equipo Crónica y Equipo Realidad y de la misma forma que éstos extrae imágenes de la prensa y vida cotidiana. En los años setenta realizó sus series Morfologías, Misses y Labores, las cuales se presentaron conjuntamente en la exposición Pop Feminista (2015).
Morfologías (1973) es una serie de acrílicos en los que se presentan en colores planos y contrastados visiones deformadas de partes del cuerpo femenino. Misses (1974) es una visión crítica del mundo de los concursos de belleza que realiza a partir de recortes de revistas infantiles y femeninas. Bien aplica directamente los recortes sobre tela o utiliza la técnica del collage, ampliando posteriormente la imagen creada. Labores (1975-1980) recoge elementos que ya aparecen en las dos series anteriores, como los recortes de misses o los trajes de muñeca recortables, y añade las referencias al punto de cruz. La serie no trata de reivindicar el carácter artesanal de las labores, sino de exponer su papel en la definición de mujeres dóciles y hacendosas.